# DNA (Aucan)
DNA è un EP degli Aucan, pubblicato nel 2010 da Ruminance e AfricanTape.

## Tracce
Testi di Giovanni Ferliga, musiche di Aucan.
1. Rooko – 5:34
2. Crisis (club version) – 5:01
3. DNA – 5:10
4. Urano 2 – 5:19
5. The Darkest Light – 15:52

Durata totale: 36:56

## Formazione

### Gruppo
- Giovanni Ferliga - voce, chitarra, sintetizzatore, e campionatore
- Francesco D'Abbraccio - sintetizzatore e chitarra
- Dario Dassenno - batteria

### Altri musicisti
- Giulio Ragno Favero - synth pad in Crisis (club version)
- Luca Bottigliero - batteria in DNA
- Jacopo Battaglia - batteria in Urano 2
- Stefano Scatolin - theremin in The Darkest Light